# Governo Thiers I
Il Governo Thiers I è stato in carica in Francia dal 22 febbraio al 25 agosto 1836, per un totale di 6 mesi e 4 giorni.

## Cronologia
- 5 febbraio 1836: con 194 voti a favore e 192 contrari, viene sfiduciato il governo Broglie, costringendolo alle dimissioni; fu il primo caso di mozione di sfiducia della storia parlamentare francese
- 22 febbraio 1836: volendo dividere il centro-destra, ritenuto una minaccia ai suoi poteri, Luigi Filippo incarica Adolphe Thiers di formare un nuovo governo, escludendo il suo rivale Guizot; Thiers ed i suoi sostenitori quindi passano al centro-sinistra, che necessita tuttavia dell'appoggio del Terzo Partito per ottenere la maggioranza
- 2 maggio 1836: i principi Ferdinando d'Orléans e Luigi di Nemours intraprendono un tour europeo al fine di contrattare i reciproci matrimoni reali
- 25 giugno 1836: l'anarchico Louis Alibaud attenta alla vita del re mentre questi si sta recando nella sua residenza di Neuilly; il sovrano, sua sorella Adelaide e la regina Maria Amalia ne escono indenni
- Luglio 1836: il governo prende parte attiva nelle trattative matrimoniali del principe Ferdinando; nonostante le trattative dell'ambasciatore Talleyrand, il primo ministro britannico Lord Palmerston scarta l'ipotesi di un matrimonio reale; analoghi rifiuti avvengono da parte austriaca e russa, costringendo la Corona a volgere lo sguardo ai minori stati tedeschi
- 13 agosto 1836: la nipote della regina e reggente spagnola Maria Cristina, impegnata nella guerra carlista, cerca di rivitalizzare il sostegno dei liberali reintroducendo la Costituzione del 1812
  - La questione porta alla crisi fra primo ministro e sovrano: da un lato Thiers, favorevole ad un intervento volto ad emanciparsi dall'Austria e che rinvigorisca la monarchia, dall'altro Luigi Filippo, ostile all'intervento per timore sia della reazione austriaca (segretamente pro-carlista) che di un ripetersi della disastrosa guerra peninsulare del 1808[1]
- 16 agosto 1836: durante un confronto con Luigi Filippo, Thiers ne critica l'inefficienza e la crescente impopolarità, presentando le sue dimissioni, accettate con riserva dal sovrano, ormai totalmente opposto da tutte le figure di spicco del Parlamento[2]
- 25 agosto 1836: di comune accordo con i ministri, Luigi Filippo accetta la fine del governo pur mantenendolo funzionante fino alla nomina a primo ministro di Louis-Mathieu Molé, sua "creatura" politica
- 6 settembre 1836: Molé entra formalmente in carica, appoggiato dal centro-destra di Guizot in funzione di anti-Thiers

## Consiglio dei Ministri
Il governo, composto da 8 ministri (oltre al presidente del consiglio), vedeva partecipi:
| Carica                                       | Titolare | Titolare                  | Partito         |  |
| -------------------------------------------- | -------- | ------------------------- | --------------- |  |
| Presidente del Consiglio dei Ministri        |          | Adolphe Thiers            | Centro-sinistra |  |
|                                              |          |                           |                 |  |
| Ministro degli Affari Esteri                 |          | Adolphe Thiers            | Centro-sinistra |  |
| Ministro dell'Interno                        |          | Camille de Montalivet     | Centro-sinistra |  |
| Ministro della Giustizia                     |          | Paul-Jean Sauzet          | Terzo Partito   |  |
| Ministro della Guerra                        |          | Nicolas Joseph Maison     | Nessuno         |  |
| Ministro della Marina e delle Colonie        |          | Guy-Victor Duperré        | Nessuno         |  |
| Ministro delle Finanze                       |          | Antoine d'Argout          | Centro-sinistra |  |
| Ministro della Pubblica Istruzione           |          | Joseph Pelet de la Lozère | Terzo Partito   |  |
| Ministro del Commercio e dei Lavori Pubblici |          | Tanneguy Duchâtel         | Terzo Partito   |  |